# Louise Bringselius
Ilona Brita Louise Bringselius, tidigare Berglund, född 20 maj 1974 i Ljungby församling, Kalmar län, är en svensk förvaltningsforskare. 

## Biografi
Hon disputerade 2008 för filosofie doktorsexamen på en avhandling om Riksrevisionen och blev 2013 docent i företagsekonomi vid Lunds universitet, där hon var anställd till 2024 som  universitetslektor. Idag är Bringselius verksam som forskarevid Handelshögskolan i Stockholm och i det egna bolaget Bringselius Research & Education AB. Bringselius forskning kretsar kring tillit, organisationskultur, ledarskap, professionellt inflytande samt uppföljning. Särskilt intresserar hon sig för offentlig sektor och samhället som helhet samt för tillitsbaserad styrning. 
Perioden 2017-2019 var Bringselius forskningsledare vid den statliga utredningen Tillitsdelegationen. Där ledde hon forskningsprojekt med inriktning mot offentlig styrning, tillsyn och förvaltningskultur samt utvecklade ett teoretiskt ramverk. Hon var även redaktör för en forskningsantologi (SOU 2018:38).
Louise Bringselius är dessutom aktiv samhällsdebattör. År 2015 skrev Bringselius en debattartikel i Dagens Nyheter om New Public Management (NPM). År 2017 skrev hon på DN Kultur om tid och fartblindhet. År 2017-2019 skrev Bringselius  ledarkrönikor i Barometern Oskarshamns-Tidningen.  Sedan augusti 2019 är hon fristående krönikör i Sydsvenska Dagbladet, där hon medverkar var tredje vecka. 
Bringselius har givit ut flera böcker, framför allt kring tillit, tillitsbaserad styrning och tillitsbaserat ledarskap, men även kring oberoende vid uppföljning och revision.

## Utmärkelser och ledamotskap
- Ledamot av Vetenskapssocieteten i Lund (LVSL, 2016)[15]